# Майлата, Патрик
Патрик Пакулики Майлата (англ. Patrick Pakuliki Mailata; род. 31 декабря 1994, Апиа, Самоа) — новозеландский боксёр-профессионал самоанского происхождения, выступающий в тяжёлой весовой категории. Бронзовый призёр Игр Содружества (2018), бронзовый призёр Тихоокеанских игр (2023), двукратный серебряный призёр чемпионата Океании (2015, 2017), чемпион молодежного чемпионата Океании (2012), трехкратный национальный чемпион в любителях.
Лучшая позиция по рейтингу BoxRec — 152-я (июль 2022) и является 5-м среди новозеландских боксёров тяжёлой весовой категории, — входя в ТОП-150 лучших тяжёловесов всего мира.

## Биография
Родился 31 декабря 1994 года в городе Апиа, Самоа. И в возрасте 8 лет вместе с родителями переехал в Новую Зеландию, где они поселились в южной части Окленда.
Майлата родом из семьи боксёров, его отец также занимался этим видом спорта. Хотя учась в школе, вначале он занимался регби, и имел некоторые успехи, но получил травму колена и был вынужден прекратить занятия этим травмоопасным спортом. Затем некоторое время спустя он занялся боксом, и сосредоточился только на этом виде спорта, вдохновляясь примером бывшей звезды супертяжёлого веса самоанца Дэвида Туа.

## Любительская карьера
Начал участвовать в официальных соревнования с 2010 года. В 2012 году в Папеэте стал чемпионом молодежного чемпионата Океании по боксу. И в том же году он едва не победил Джозефа Паркера в национальной квалификации по выбору представителя на Олимпийские игры 2012 года от Новой Зеландии.
В июле 2014 года участвовал в Играх Содружества в Глазго, но в первом же раунде соревнований, уступил по очкам опытному австралийцу Джозефу Гудоллу — который в итоге стал серебряным призёром Игр Содружества 2014.
В 2015 и 2017 годах дважды становился серебряным призёром чемпионата Океании.
В октябре 2015 года участвовал в чемпионате мира в Дохе, но в первом же раунде соревнований в конкурентном бою проиграл по очкам бразильскому боксёру Рафаэлю Лима.
В марте 2016 года на Олимпийском квалификационном турнире Азии и Океании в Цяньане (Китай), представляя Новую Зеландию, в первом раунде соревнований он победил техническим нокаутом австралийца Джозефа Гудолла, но в четвертьфинале техническим нокаутом проиграл казахстанскому боксёру Ивану Дычко, и не смог пройти квалификацию на Олимпиаду 2016 года.
В апреле 2018 года стал бронзовым призёром Игр Содружества в Голд-Косте, пробившись в полуфинал, но там в конкурентном бою уступив по очкам опытному английскому боксёру Фрейзеру Кларку — который в итоге стал чемпионом Игр Содружества 2018.

## Профессиональная карьера
2 ноября 2018 года дебютировал на профессиональном ринге, победив техническим нокаутом в 1-м же раунде соотечественника — новозеландца Джейсона Алоэса (1-2-1).
2 июля 2020 года в Лас-Вегасе (США) спорно уступил решением большинства судей (счёт: 57-57, 56-58 — дважды) в конкурентном бою с нигерийским нокаутёром Кингсли Ибэ (4-1).
25 марта 2023 года во Фресно (США) опять спорно уступил раздельным решением судей (счёт: 57-56, 56-57 — дважды) в конкурентном бою с высоченным небитым американцем Антонио Мирелесом (6-0).
14 декабря 2024 года в Орландо (США) после полуторагодичного перерыва проиграл дав тяжелейший бой проспекту Гургену Оганисяну (6-0, 6 КО). После 8-и раундов конкурентного боя судьи дали победу фавориту большинством судейских голосов (счёт: 76-76, 77-75  — дважды).

## Статистика профессиональных боёв
В таблице перечислены результаты всех поединков боксёров.
В каждой строке указан результат поединка. Дополнительно номер поединка обозначен цветом, который обозначает итог поединка. Расшифровка обозначений и цветов представлена в нижеследующей таблице.
| Пример | Расшифровка                     |
| ------ | ------------------------------- |
|        | Победа                          |
|        | Ничья                           |
|        | Поражение                       |
|        | Планируемый поединок            |
|        | Поединок признан несостоявшимся |
| КО     | Нокаут                          |
| ТКО    | Технический нокаут              |
| PTS    | Решение судей (по очкам)        |
| UD     | Единогласное решение судей      |
| MD     | Решение большинства судей       |
| SD     | Раздельное решение судей        |
| RTD    | Отказ от продолжения боя        |
| DQ     | Дисквалификация                 |
| NC     | Поединок признан несостоявшимся |

| 9 поединков, 6 побед (3 нокаутом), 3 поражения. | 9 поединков, 6 побед (3 нокаутом), 3 поражения. | 9 поединков, 6 побед (3 нокаутом), 3 поражения. | 9 поединков, 6 побед (3 нокаутом), 3 поражения. | 9 поединков, 6 побед (3 нокаутом), 3 поражения.        | 9 поединков, 6 побед (3 нокаутом), 3 поражения. | 9 поединков, 6 побед (3 нокаутом), 3 поражения. |
| Бой                                             | Рекорд                                          | Дата боя                                        | Соперник                                        | Место проведения боя                                   | Раундов, время                                  | Дополнительно                                   |
| ----------------------------------------------- | ----------------------------------------------- | ----------------------------------------------- | ----------------------------------------------- | ------------------------------------------------------ | ----------------------------------------------- | ----------------------------------------------- |
| 8                                               | 6-2                                             | 25 марта 2023                                   | Антонио Мирелес (6-0)                           | Save Mart Center, Фресно, Калифорния, США              | SD 6 (6)                                        | Счёт: 57-56, 56-57 (дважды).                    |
| 7                                               | 6-1                                             | 26 марта 2022                                   | Франсуа Рассел (3-37)                           | Норт-Литл-Рок, Арканзас, США                           | TKO 1 (4), 3:00                                 |                                                 |
| 6                                               | 5-1                                             | 18 февраля 2022                                 | Террелл Джамал Вудс (27-49-9)                   | 801 Event Center, Солт-Лейк-Сити, Юта, США             | MD 4 (4)                                        | Счёт: 38-38, 40-36 (дважды).                    |
| 5                                               | 4-1                                             | 2 июля 2020                                     | Кингсли Ибэ (4-1)                               | MGM Grand, Лас-Вегас, Невада, США                      | MD 6 (6)                                        | Счёт: 57-57, 56-58 (дважды).                    |
| 4                                               | 4-0                                             | 14 декабря 2019                                 | Павел Кроленко (2-3)                            | Kolodruma, Пловдив, Болгария                           | UD 6 (6)                                        | Счёт: 60-56, 60-54, 59-56.                      |
| 3                                               | 3-0                                             | 19 октября 2019                                 | Хорхе Севилья Акоста (2-0)                      | Мемориальный центр, Питерборо, Онтарио, Канада         | UD 4 (4)                                        | Счёт:40-36 (трижды).                            |
| 2                                               | 2-0                                             | 5 сентября 2019                                 | Даниэль Феликс Франко (2-1)                     | Rio All-Suite Hotel and Casino, Лас-Вегас, Невада, США | KO 1 (4), 1:04                                  |                                                 |
| 1                                               | 1-0                                             | 2 ноября 2018                                   | Джейсон Алоэс (1-2-1).                          | ABA Stadium, Окленд, Новая Зеландия                    | TKO 1 (4), 2:15                                 | Профессиональный дебют.                         |
| Бой                                             | Рекорд                                          | Дата боя                                        | Соперник                                        | Место проведения боя                                   | Раундов, время                                  | Дополнительно                                   |